# Campionato indiano di scacchi
Il Campionato indiano di scacchi si svolge annualmente in India per determinare il campione nazionale di scacchi
Fu istituito nel 1955 dall'associazione scacchistica dello stato indiano dell'Andhra Pradesh e fino al 1969 si svolse ogni due anni.

Dal 1971 si svolge ogni anno. La prima edizione si svolse a Eluru e fu vinta alla pari da Ramchandra Sapre e D. Venkayya con 9/12.
Il campionato femminile ha avuto inizio nel 1974. Le prime dieci edizioni furono dominate dalle sorelle Khadilkar: Vasanti, Jayshree e Rohini. Rohini, la più giovane, vinse cinque campionati, Jayshree quattro, mentre la maggiore, Vasanti, vinse la prima edizione del 1974.

## Albo dei vincitori
| #  | Anno    | Città         | Vincitore/i                  |
| -- | ------- | ------------- | ---------------------------- |
| 1  | 1955    | Eluru         | Ramchandra Sapre D. Venkayya |
| 2  | 1957    | Pune          | Ramdas Gupta                 |
| 3  | 1959    | New Delhi     | Manuel Aaron                 |
| 4  | 1961    | Hyderabad     | Manuel Aaron                 |
| 5  | 1963    | Bombay        | Farooq Ali                   |
| 6  | 1966    | Madras        | Rusi Madon                   |
| 7  | 1967    | Pune          | Nasir Ali                    |
| 8  | 1969    | Bangalore     | Manuel Aaron                 |
| 9  | 1971    | Bikaner       | Manuel '''Aaron              |
| 10 | 1972    | Shimla        | Manuel Aaron                 |
| 11 | 1973    | Ahmedabad     | Manuel Aaron                 |
| 12 | 1975    | Rourkela      | Manuel Aaron                 |
| 13 | 1976    | Patna         | Ravi Sekhar                  |
| 14 | 1976    | Calcutta      | Manuel Aaron                 |
| 15 | 1978    | Cochin        | Rafiq Khan                   |
| 16 | 1979    | Tiruchi       | Tiruchi Parameswaram         |
| 17 | 1979    | Vijayawada    | Ravi Sekhar                  |
| 18 | 1981    | New Delhi     | Manuel Aaron                 |
| 19 | 1982    | Kanpur        | Praveen Thipsay              |
| 20 | 1983    | Agartala      | Dibyendu Barua               |
| 21 | 1984    | Ahmedabad     | Praveen Thipsay              |
| 22 | 1985    | Tenali        | Praveen Thipsay              |
| 23 | 1986    | Bombay        | Viswanathan Anand            |
| 24 | 1987    | Tumkur        | Viswanathan Anand            |
| 25 | 1988    | Neyveli       | Viswanathan Anand            |
| 26 | 1989    | Bikaner       | Praveen Thipsay              |
| 27 | 1990    | Kozhikode     | Devaki V. Prasad             |
| 28 | 1991    | Pondicherry   | Devaki V. Prasad             |
| 29 | 1992    | Patna         | Praveen Thipsay              |
| 30 | 1993    | Pune          | Praveen Thipsay              |
| 31 | 1994    | Hyderabad     | Praveen Thipsay              |
| 32 | 1995    | Madras        | Ponnuswamy Konguvel          |
| 33 | 1996    | Kanhangad     | Tiruchi Parameswaran         |
| 34 | 1997    | Bhilai        | Abhijit Kunte                |
| 35 | 1998    | Muzaffarpur   | Dibyendu Barua               |
| 36 | 1999    | Nagpur        | Krishnan Sasikiran           |
| 37 | 2000    | Mumbai        | Abhijit Kunte                |
| 38 | 2001    | New Delhi     | Dibyendu Barua               |
| 39 | 2002    | Nagpur        | Krishnan Sasikiran           |
| 40 | 2003    | Mumbai        | Krishnan Sasikiran           |
| 41 | 2003    | Kozhikode     | Surya Shekhar Ganguly        |
| 42 | 2004    | Visakhapatnam | Surya Shekhar Ganguly        |
| 43 | 2006    | Visakhapatnam | Surya Shekhar Ganguly        |
| 44 | 2007    | Atul          | Surya Shekhar Ganguly        |
| 45 | 2008    | Chennai       | Surya Shekhar Ganguly        |
| 46 | 2009    | New Delhi     | Baskaran Adhiban             |
| 47 | 2010    | New Delhi     | Parimarjan Negi              |
| 50 | 2012    | Calcutta      | G. Akash                     |
| 51 | 2013    | Jalgaon       | Krishnan Sasikiran           |
| 52 | 2014    | Kottayam      | S.P. Sethuraman              |
| 53 | 2015    | Tiruvarur     | Murali Karthikeyan           |
| 54 | 2016    | Lucknow       | Murali Karthikeyan           |
| 55 | 2017    | Patna         | M.R. Lalith Babu             |
| 56 | 2018    | Jammu         | Aravindh Chithambaram        |
| 57 | 2019    | Majitar       | Aravindh Chithambaram        |
| 58 | 2022    | Kanpur        | Arjun Erigaisi               |
| 59 | 2022-23 | New Delhi     | Karthik Venkataraman         |
| 60 | 2023    | Pune          | S.P. Sethuraman              |
| 61 | 2024    | Gurgaon       | Karthik Venkataraman         |

| #  | Anno    | Città         | Vincitrice               |
| -- | ------- | ------------- | ------------------------ |
| 1  | 1974    | Bangalore     | Vasanti Khadilkar        |
| 2  | 1975    | Calcutta      | Jayshree Khadilkar       |
| 3  | 1976    | Kottayam      | Rohini Khadilkar         |
| 4  | 1977    | Hyderabad     | Rohini Khadilkar         |
| 5  | 1979    | Chennai       | Rohini Khadilkar         |
| 6  | 1979    | Sangli        | Jayshree Khadilkar       |
| 7  | 1981    | New Delhi     | Rohini Khadilkar         |
| 8  | 1982    | Rajnandgaon   | Jayshree Khadilkar       |
| 9  | 1983    | Bikaner       | Jayshree Khadilkar       |
| 10 | 1983    | Kottayam      | Rohini Khadilkar         |
| 11 | 1985    | Nagpur        | Bhagyashree Sathe        |
| 12 | 1986    | Jalandhar     | Bhagyashree Sathe        |
| 13 | 1987    | Calcutta      | Saritha Reddy            |
| 14 | 1988    | Kurukshetra   | Bhagyashree Sathe        |
| 15 | 1989    | Durg          | Anupama Abhyankar        |
| 16 | 1990    | Vijayawada    | Anupama Abhyankar        |
| 17 | 1991    | Kozhikode     | Bhagyashree Thipsay      |
| 18 | 1991    | Mumbai        | Anupama Gokhale          |
| 19 | 1993    | Kozhikode     | Anupama Gokhale          |
| 20 | 1994    | Bangalore     | Bhagyashree Thipsay      |
| 21 | 1995    | Chennai       | Subbaraman Vijayalakshmi |
| 22 | 1996    | Salem         | Mrunalini Kunte          |
| 23 | 1997    | Calcutta      | Anupama Gokhale          |
| 24 | 1998    | Mumbai        | Subbaraman Vijayalakshmi |
| 25 | 1999    | Kozhikode     | Subbaraman Vijayalakshmi |
| 26 | 2000    | Mumbai        | Subbaraman Vijayalakshmi |
| 27 | 2001    | New Delhi     | Subbaraman Vijayalakshmi |
| 28 | 2002    | Lucknow       | Subbaraman Vijayalakshmi |
| 29 | 2003    | Mumbai        | Aarthie Ramaswamy        |
| 30 | 2003    | Kozhikode     | Humpy Koneru             |
| 31 | 2005    | Bangalore     | Nisha Mohota             |
| 32 | 2006    | Visakhapatnam | Swati Ghate              |
| 33 | 2006    | Chennai       | Tania Sachdev            |
| 34 | 2007    | Pune          | Tania Sachdev            |
| 35 | 2009    | Chennai       | Harika Dronavalli        |
| 36 | 2010    | Bhubaneswar   | Soumya Swaminathan       |
| 38 | 2011    | Chennai       | Mary Ann Gomes           |
| 39 | 2012    | Jalgaon       | Mary Ann Gomes           |
| 40 | 2013    | Calcutta      | Mary Ann Gomes           |
| 41 | 2014    | Sangli        | Padmini Rout             |
| 42 | 2015    | Calcutta      | Padmini Rout             |
| 43 | 2016    | New Delhi     | Padmini Rout             |
| 44 | 2017    | Ahmedabad     | Padmini Rout             |
| 45 | 2018    | Jaipur        | Bhakti Kulkarni          |
| 46 | 2019    | Karaikkudi    | Bhakti Kulkarni          |
| 47 | 2022    | Bhubaneswar   | Divya Deshmukh           |
| 48 | 2022-23 | Kolhapur      | Divya Deshmukh           |
| 49 | 2023    | New Delhi     | Padmini Rout             |
| 50 | 2024    | Karaikudi     | P. V. Nandhidhaa         |

## Campioni indiani di scacchi per corrispondenza
Nel 1951 venne fondata la Correspondence Chess Association for India (CCAI) che organizzò i campionati nazionali fino alla fine del decennio successivo quando l'attività decadde e fini per essere sciolta.  Nel 1993 nasce la All India Correspondence Chess Federation (AICCF) ne prosegue l'opera, venendo ribattezzata All India Web Chess Federation (AIWCF) nel 2021.

### Campioni CCAI
1. T.C. Tulsi (1953-1956)
2. H.D. Katki - S. Sah (1957-1960)
3. V.S.K. Menon (1961-1962)
4. Haresh Samtani (1963-1964)
5. T.C. Tulci (1965-1966)

### Campioni AICCF/AIWCF
1. A.G. Nagradjane (1995-1998)
2. K. Lhouvum (1996-1999)
3. N.R. Anil Kumar (1997-2000)
4. N.R. Anil Kumar (1999-2002)
5. Sunil Somani (2001-2004)
6. P.B. Dhanish (2003-2007)  [7]
7. P.B. Dhanish (2006-2011)  [8]
8. P.B. Dhanish (2009-2011)  [9]
9. Pavan Tulumuri Kumar (2010-2013)  [10]
10. Pavan Tulumuri Kumar (2011-2013)  [11]
11. Om Prakash (2012-2017)  [12]
12. K.V.S. Sastry (2013-2017)  [13]
13. Gautam De (2015-2017)  [14]
14. Kalapi Trivedi (2015-2017)  [15]
15. Lalit Kapoor (2017-2019)  [16]
16. Om Prakash (2017-2020)  [17]
17. Gautma De (2019-2020)  [18]
18. Om Prakash (2020-2022)  [19]
19. Om Prakash (2021-2023)  [20]
20. Peruez Godrez Mandviwala (2022-2023)  [21]